# Graellsia chitralensis
Graellsia chitralensis är en korsblommig växtart som beskrevs av Otto Eugen Schulz. Graellsia chitralensis ingår i släktet Graellsia och familjen korsblommiga växter. Inga underarter finns listade i Catalogue of Life.